# Author & Punisher
Author & Punisher (укр. Автор і каратель) — музичний проєкт Трістана Шона, започаткований 2004 року.

## Історія
Засновником проєкту є американський інженер та артист Трістан Шон. 2000 року він закінчив Політехнічний інститут Ренселлера неподалік від Олбані, штат Нью-Йорк, працював механіком в Бостоні, а пізніше переїхав до Сан-Дієго, де здобув мистецьку освіту. Саме тут він почав створювати незвичні електронні музичні інструменти, за допомогою яких записував свої альбоми. Перші платівки, видані під псевдонімом Author & Punisher — The Painted Army (2005) та Warcry (2007) — були ближчими до альтернативного року та насичені гітарним звучанням, але починаючи з Drone Machines (2010) музика Шона стала містити все більше елементів нойз та індастріал-року.
Протягом 2010-х років Author & Punisher продовжував випускати різноманітні альбоми, серед яких Ursus Americanus (2012), Women & Children (2013), Author & Punisher (2014), Pressure Mine (2017) та Beastland (2018). Він співпрацював із продюсерами жанрів брейккор (Bong-Ra, Gore Tech, Enduser) і метал (Філ Ансельмо з Pantera). Стилістику проєкту описували як індастріал або дум-метал, із суттєвим впливом дабстепу та даб-техно. Популярність Author & Punisher підкріплювалася активністю в соцмережах, де Трістан Шон показував інструменти власного виготовлення, та великою кількістю концертів. Від інших виконавців електронної музики Шон вирізнявся тим, що його інструменти були по-справжньому «індустріальними», виготовленими не з пластику, а зі сталі. Зокрема, під час концертів він використовував важкий сталевий інструмент під назвою «Rails», що працює як драм-машина та керується пальцями музиканта.
2020 року Author & Punisher вирушив у концертне турне із гуртом Tool. Своєю чергою, музиканти Tool Денні Кері та Джастін Ченселлор відзначилися на студійному альбому Author & Punisher Kruller, що вийшов 2022 року. Того ж року Шон заснував власну компанію Drone Machines, та вперше почав виготовляти примірники власних інструментів, щоб продавати їх іншим музикантам.